# إكسبلورر 21
إكسبلورر 21 (بالإنجليزية: Explorer 21)، المعروف أيضًا باسم IMP-B، هو قمر صناعي أمريكي تم إطلاقه كجزء من برنامج إكسبورر، في 4 أكتوبر 1964 من رأس كانافيرال، فلوريدا، الولايات المتحدة، بصاروخ دلتا.
كان إكسبورر 21 هو ثاني قمر صناعي لمنصة المراقبة بين الكواكب.

## المهمة
كان إكسبلورر 21 عبارة عن مركبة فضائية تعمل بالخلية الشمسية وبطارية كيميائية مصممة للدراسات بين الكواكب والغلاف المغناطيسي للجسيمات النشطة والأشعة الكونية والمجالات المغناطيسية والبلازما. يتكون كل تسلسل عادي للقياس عن بعد يبلغ 81.9 ثانية من 795 بتة بيانات. بعد كل تسلسل عادي ثالث كان هناك فاصل 81.9 ثانية من نقل البيانات التناظرية لمقياس المغناطيسية لبخار الروبيديوم. تضمنت المعملات الأولية للمركبة الفضائية وقتًا محليًا للوجهة عند الظهيرة ، ومعدل دوران يبلغ 14.6 دورة في الدقيقة ، واتجاه دوران يبلغ 41.4 درجة صعودًا يمينًا وانحدارًا بمقدار 47.4 درجة. أثر الانحراف الكبير لمعدل الدوران والاتجاه عن القيم المخططة وتحقيق ذروة أقل من نصف القيمة المخططة سلبًا على فائدة البيانات.
وبخلاف ذلك، كان أداء أنظمة المركبات الفضائية جيدًا، مع نقل البيانات شبه الكامل لأول 4 أشهر وللشهر السادس بعد الإطلاق. كان نقل البيانات متقطعًا في أوقات أخرى، وحدث الإرسال النهائي في 13 أكتوبر 1965.